# Red Bull RB11
De Red Bull RB11 is een Formule 1-auto, die in 2015 werd gebruikt door het Formule 1-team van Red Bull.

## Onthulling
Op 1 februari 2015 werd de RB11 onthuld op het Circuito Permanente de Jerez, voorafgaand aan de testsessies op dat circuit. De onthulde livery van de auto werd alleen tijdens de tests gebruikt, voorafgaand aan de eerste race werd de livery voor de races onthuld. De auto werd bestuurd door Daniel Ricciardo en de van Toro Rosso overgekomen Daniil Kvjat, die de naar Ferrari vertrekkende Sebastian Vettel verving.
Ferrari SF15-T ·
Force India VJM08 ·
Lotus E23 Hybrid ·
Marussia MR03B ·
McLaren MP4-30 ·
Mercedes F1 W06 Hybrid ·
Red Bull RB11 ·
Sauber C34 ·
Toro Rosso STR10 ·
Williams FW37